# Dipartimento delle Foreste
Dipartimento delle Foreste (in lingua francese: département des Forêts), era il nome di un dipartimento della Prima Repubblica francese, e poi del Primo Impero francese, situato negli attuali Paesi del Belgio, Lussemburgo e Germania. Il nome «Foreste» (in francese: «Forêts», fɔ.ʁɛ) deriva dalle foreste delle Ardenne. La capitale del dipartimento era la città di Lussemburgo.

## Storia
Venne istituito il 24 ottobre 1795, dopo che i Paesi Bassi meridionali erano stati annessi alla Francia il 1º ottobre.  Prima dell'occupazione francese, il territorio faceva parte Ducato del Lussemburgo, con qualche comune periferico del Ducato di Bouillon.
Dopo la sconfitta di Napoleone nel 1814, la maggior parte del territorio del dipartimento passò al Regno Unito dei Paesi Bassi, con i territori ad est delle rive dei fiumi Our e Sauer che andarono al Regno di Prussia. Il territorio è adesso suddiviso tra il Granducato di Lussemburgo, la provincia belga del Lussemburgo e lo stato tedesco della Renania-Palatinato.

## Suddivisione amministrativa
Il dipartimento era suddiviso nei seguenti arrondissement e cantoni (situazione al 1812):
- Lussemburgo (Luxembourg), cantoni: Lussemburgo (Luxembourg, 2 cantoni), Arlon, Bettembourg, Betzdorf, Grevenmacher, Mersch, Messancy e Remich (Arlon e Messancy si trovano nell'attuale Belgio, le altre località in Lussemburgo).
- Bitburg (Bittbourg), cantoni: Bitburg (Bittbourg), Arzfeld, Dudeldorf, Echternach e Neuerburg (Neuerbourg) (Echternach si trova nell'attuale Lussemburgo, le altre località in Germania).
- Diekirch, cantoni: Diekirch, Clervaux, Ospern, Vianden e Wiltz (adesso in Lussemburgo).
- Neufchâteau, cantoni: Neufchâteau, Bastogne, Étalle, Fauvillers, Florenville, Houffalize, Paliseul, Sibret e Virton (adesso in Belgio).

La popolazione del dipartimento nel 1812 ammontava a 246.333 abitanti, su una superficie totale di 691.035 ettari.

## Eredità
Il Code civil napoleonico, introdotto dai francesi, ebbe un profondo impatto nella società lussemburghese ed è ancora in vigore a distanza di due secoli. Il sistema legale lussemburghese è ancora strettamente legato con quello francese: gli studenti di legge del Lussemburgo studiano in Francia o in Belgio; le arringhe degli avvocati e l'annuncio delle sentenze nelle aule dei tribunali avvengono in lingua francese. Le leggi e i regolamenti venivano pubblicati in francese e in tedesco a partire dal 1816, ma dal 1945 solo in francese.